# Martin Beheim-Schwarzbach
Martin Beheim-Schwarzbach, Pseudonyme Ulrich Volkmann, Christian Corty (* 27. April 1900 in London; † 7. Mai 1985 in Hamburg), war ein deutsch-britischer Schriftsteller, Schachspieler und Übersetzer.

## Familie
Martin Beheim-Schwarzbach war der zweite Sohn des Würzburger Augenarztes Bruno Beheim-Schwarzbach und dessen Ehefrau Carola Beheim-Schwarzbach, geb. Stockmar. Die Eltern stammten aus Deutschland, hatten aber die britische Staatsbürgerschaft angenommen. Diese erhielt Martin wegen seiner Geburt auf einem Schiff im Londoner Hafen. Der Vater entstammte der Patrizierfamilie Behaim von Schwarzbach.
Die Eltern ließen sich im Jahr 1904 scheiden. Der erste Sohn Maximilian (1890–1961) blieb beim Vater und nannte sich ab 1912 nach dem mütterlichen Geburtsnamen Hans Stockmar. Die Mutter siedelte mit dem jüngeren Sohn Martin nach Hamburg über, wo sie 1906 den verwitweten Südseekaufmann Eduard Hernsheim (1847–1917) heiratete und im folgenden Jahr verstarb. Der Witwer ehelichte 1908 ihre Schwester Hedwig Elisabeth, verw. Feuerstack.

## Leben
In Hamburg wuchs Martin Beheim-Schwarzbach zunächst am Mittelweg im Stadtteil Rotherbaum auf. Ab 1907/08 lebte die Familie in der Fährstraße auf der Uhlenhorst (heute Fährhausstraße). Trotz seiner britischen Nationalität wurde Beheim-Schwarzbach im Anschluss an das Notabitur (1918) zum deutschen Militärdienst im Ersten Weltkrieg eingezogen. Nach Kriegsende absolvierte er eine kaufmännische Lehre in einer Hamburger Holzhandlung. Anschließend arbeitete er als kaufmännischer Angestellter, Imker, Handelsvertreter für Rechenmaschinen und Redakteur. 1924 heiratete er Hedwig Regling. Im selben Jahr veröffentlichte er einen ersten Gedichtband, etwa ein Jahr darauf seine Erzählung Kreuzigung. Es folgten Novellen, weitere Erzählungen, Romane sowie Übersetzungen aus dem Englischen. Ein großer Erfolg für den noch jungen Verlag H.Goverts wurde Beheim-Schwarzbachs 1937 erschienene Übersetzung des Romans Vom Winde verweht der US-amerikanischen Schriftstellerin Margaret Mitchell. Aus Sorge vor politischer Verfolgung unter dem nationalsozialistischen Regime emigrierte Beheim-Schwarzbach zwei Jahre später nach London. Seine Ehefrau blieb in Bergedorf.
In London war Martin Beheim-Schwarzbach als Fabrikarbeiter tätig, als Journalist, Mitarbeiter beim BBC und schließlich als Redakteur. Parallel dazu war er im London Chess Club aktiv, wo er Bekanntschaft mit mehreren britischen Spitzenspielern schloss, vor allem dem Schachmeister Conel Hugh O’Donel Alexander. 1934 hatte Beheim-Schwarzbach bereits ein Buch über Meisterpartien aus vier Jahrhunderten publiziert; sein erzählerischer Zugang zum Schachspiel wurde später Vorbild für Helmut Pfleger, der im deutschen Fernsehen Schachsendungen moderierte.
Von 1939 bis 1946 arbeitete Martin Beheim-Schwarzbach für die britische Propaganda, unter anderem in der Redaktion der Broschüre Die Andere Seite (vier Hefte, 1943), die in Auflagen von mehreren hunderttausend Stück über Deutschland abgeworfen wurde. Nach Ende des Zweiten Weltkriegs kehrte er 1946 als britischer Offizier in das besetzte Hamburg zurück, wo er im Auftrag der Militärregierung für die Zeitung Die Welt zuständig war. Im Jahre 1950 schied Martin Beheim-Schwarzbach aus dem britischen Staatsdienst aus und wurde freier Schriftsteller in Hamburg. Im selben Jahr begleitete er als Dolmetscher den Unternehmer Kurt A. Körber auf einer Reise durch die USA.
Am 4. Dezember 1951 gehörte Martin Beheim-Schwarzbach zu den sechzehn Schriftstellern, die sich in Darmstadt mit der Gründung des bundesdeutschen P.E.N.-Zentrums vom Deutschen P.E.N.-Zentrum abspalteten.
Beheim-Schwarzbach hatte zahlreiche Briefkontakte zu anderen Schriftstellern, so zu Kasimir Edschmid, Axel Eggebrecht, Richard Friedenthal, Hermann Hesse, Hermann Kesten, Siegfried Lenz, Joachim Maass, Thomas Mann und Stefan Zweig. Die Korrespondenz befindet sich im Archiv der Akademie der Künste. Neben Übersetzungen machten ihn seine jugendgemäßen Bearbeitungen klassischer Stoffe bekannt. Ferner verfasste er Synchron-Bücher für einige Spielfilme, darunter Herr im Haus bin ich (Hobson’s Choice, 1954) von David Lean.

## Mitgliedschaften
- Seit 1926: Anthroposophische Gesellschaft, Dornach
- Deutsche Akademie für Sprache und Dichtung, Darmstadt
- Freie Akademie der Künste, Hamburg.

## Auszeichnungen
- 1964: Alexander-Zinn-Preis für Literatur
- 1980: Biermann-Ratjen-Medaille.

## Zitat
- „Das Schmökern im Lexikon gleicht einem Schlendern in der Landschaft, wo einem auf Schritt und Tritt Überraschendes begegnet.“[2]

## Werke

### Belletristik
- Kreuzigung. Legende. Stufen, Hamburg ca. 1925.
- Die Runen Gottes. Novellen. Reclam, Leipzig 1927.
- Die Michaelskinder. Roman. Insel, Leipzig 1930.
- Herren der Erde. Roman. Insel, Leipzig 1931.
- Die Verstoßene. Roman. Goverts, Hamburg 1938.
- Das verliehene Buch. Versuch einer Typologie des Bücherschnorrers. Warneck, Berlin 1939.
- Der magische Kreis. Erzählungen. Bermann-Fischer, Stockholm 1940.
- Das Medusenhaupt. Sonette. Chiswick Press, London 1941.
- Die Krypta. Gedichte. Dulk, Hamburg 1946.
- Die diebischen Freuden des Herrn von Bisswange-Haschezeck. Rowohlt, Hamburg 1952.
- Die Insel Matupi. Roman. List, München 1955.
- Der Mitwisser. Rütten & Loening, Berlin 1961.
- Der Stern von Burgund. Roman der Nibelungen. Rütten & Loening, Hamburg 1961.
- Schirasades Nächte. Liebes- und Wundergeschichten aus 1001 Nacht. dtv, München 1966,
- Die Goldmacher. Phantastische Geschichten. Thorbecke, Sigmaringen 1984.
- Der Paradiesvogel. Märchen, Legenden und phantastische Geschichten. Herausgegeben und in Zusammenarbeit mit dem Autor revidiert von Volker Michels. Thorbecke, Sigmaringen 1991, ISBN 3-7995-1663-8.
- Die schönsten Rittersagen. Bertelsmann, München 2005, ISBN 3-570215687.

### Sachbücher
- Die preussische Revolution. Bermann-Fischer, Stockholm 1940
- Das Buch vom Schach. Eine Darstellung und Anweisung für die Freunde des Spiels. Insel-Bücherei Nr. 460. Insel, Leipzig 1934
- Knaurs Schachbuch. Ein Jahrhundert Schach in Meisterpartien. Droemer, München 1953, ISBN 3426072807.
  - Englische Ausgabe: Chess with the Masters. Aus dem Deutschen übersetzt von Leonhard Barden. Arco Books, 1963
  - Niederländische Ausgabe: Thieme´s Schaakboek. Aus dem Deutschen übersetzt von Franciscus Antonius Kuijpers. Thieme, Zutphen 1964
- Knut Hamsun in Selbstzeugnissen und Bilddokumenten. Rowohlt, Hamburg 1958
- Die grossen Hirten der Menschheit. Blüchert, Stuttgart 1958
- Streng geheim. Über Spione Spitzel und Agenten. Gemeinsam mit Paul Flora. Deutscher Taschenbuch Verlag, München 1966
- Christian Morgenstern. Rowohlt, Reinbek bei Hamburg 1964
- Paulus. Der Weg des Apostels. Verlag Die Pforte, Dornach/Basel. 4. Auflage 2000. ISBN 3-85636-136-7.

### Übersetzungen
- Margaret Mitchell: Vom Winde verweht. H. Goverts, Hamburg 1937
- Charles Dickens: Oliver Twist. Droemer, München 1955
- D. H. Lawrence: Die blauen Mokassins und andere Erzählungen. Rowohlt, Hamburg 1960
- Mark Twain: Tom Sawyer und Huckleberry Finn. Fackelträger, Hannover 1966

### Herausgeberschaft
- Kultur und Staat. Festschrift zum 60. Geburtstag von Hans-Harder Biermann-Ratjen. Hauswedell, Hamburg 1961
- Gift und Galle. 32 Satiren. Merlin, Hamburg 1963

## Sekundärliteratur
- Jakob Anderhandt: „Das Haus Matupi“ und „Vom Verschwinden“, in ders.: Eduard Hernsheim, die Südsee und viel Geld: Biographie. MV-Wissenschaft, Münster 2012, Bd. 2, S. 447–457 und 459–471.